# کوش‌آداسی
کوش‌آداسی یا قوش‌‌آداسی (به ترکی استانبولی: Kuşadası؛ به معنای جزیرهٔ پرنده (قوش) در ۷۱ کیلومتری شهرستان مرکزی استان آیدین و در نوار ساحلی منطقهٔ اژه واقع شده‌است و بر اساس سرشماری سال ۲۰۰۸ میلادی ۵۸٬۶۵۰ نفر و بر اساس برآوردهای سال ۲۰۱۲ میلادی ۷۰٬۱۴۳ نفر جمعیت دارد.
این شهرستان که از شمال با سلجوق و پاموجاک و از جنوب با شبه‌جزیرهٔ دیلک همسایه است. در کانون مراکز مهم گردشگری از جمله ازمیر، افسوس، مریم آنا (خانهٔ مریم)، میلت، دیدیم، پاموک کاله، مارماریس و بودروم قرار دارد. بندر کوش‌آداسی به علت نزدیکی با جزیرۀ یونانی ساموس برای گردشگران که به ترکیه مسافرت می‌کنند، از جذابیت خاصی برخوردار است. از بندر کوش آداسی در ماه‌های بهار و تابستان سفرهای منظم با قایق‌های موتوری به جزیرهٔ یونانی ساموس برگزار می‌شود. قایق‌های تفریحی مدرن که تورهای آبی را برگزار می‌کنند زیبایی خاصی به این بندر بخشیده‌اند. بندر کوش‌آداسی یکی از بندرهای مهم منطقه می‌باشد.

## تاریخچه
شهر افسوس در ۳۰۰۰ پ.م توسط ایونی‌ها در نزدیکی کوش‌آداسی کنونی تأسیس شد. این شهر در سال ۵۴۶ پیش از میلاد به تصرف ایرانیان درآمد. در سال ۲۰۰ پیش از میلاد امپراتوری روم این شهر را به تصرف خود درآورد و بعد از تقسیم امپراتوری رم، امپراتوری رم شرقی بر این شهر تسلط یافت. یک زمین‌لرزه باعث تغییر مسیر رودخانه، آب و هوا و در نتیجه نابودی شهر افسوس در نزدیکی کوشی آداسی گردید و بندر جدیدی با نام یونانی اسکالا نُوا (اسکلهٔ نو) در محل کنونی کوش‌آداسی تأسیس شد و جای بندرگاه افسوس را گرفت. پس از حملهٔ سلطان محمد فاتح، این شهر در سال ۱۴۱۳ توسط امپراتوری عثمانی اداره می‌شد. در دوران سلطنت عثمانی‌ها، اسکالا نوا به ساختمان‌های باشکوه مشهور شد.
کاروانسرای اوکاز محمد پاشا یکی از بناهایی است که در آن می‌توان معماری دوران عثمانی را به وضوح مشاهده نمود.
دروازه قلعه، دیوارها و مساجد و همچنین ارگ قلعه در جزیرهٔ کبوتر، در دورهٔ عثمانی ساخته شده‌است که منعکس‌کنندهٔ سبک معماری دوران است.
پس از جنگ جهانی اول در سال ۱۹۱۹ کوشی‌آداسی مورد تاخت‌وتاز یونانیان قرار گرفت و طی یک مبارزهٔ طولانی در سال ۱۹۲۲ اسکالا نوا بخشی از جمهوری ترکیه شد. پس از نبرد چناق‌قلعه و پیروزی آتاترک، وی به اسکالا نوا آمده و پس از آگاهی از نام یونانی آن به دلیل درگیری‌های ترک‌ها و یونان، نام بندر را بر اساس نام جزیره‌ای در نزدیکی آن به کوش‌آداسی یا جزیرهٔ پرنده تغییر داد.
آب و هوای معتدل این منطقه این اجازه را به ساکنان آن داده بود تا به تولید محصولات کشاورزی مانند زیتون، انگور و انجیر در زمین‌های حاصلخیز اطراف بپردازند.

## ترابری
ترابری عمومی میان این شهر و شهرهای اطراف توسط مینی‌بوس انجام میشود، همچنین سرویس‌های اتوبوس و تاکسی به فرودگاه‌های نزدیک همچون ازمیر و بودروم وجود دارد. آزادراه ۳۱ (Otoyol 31) این بندر را به فرودگاه عدنان مندرس ازمیر متصل می‌کند.

## جاذبه‌های گردشگری
- کاروانسرای اوکوز محمد پاشا
- پلاژها آبگرم‌های گوش آداسی
- غار کاراجا
- غار سیرتلانینی
- پارک ملی دلتای آیدین

## جمعیت
جمعیت اصلی این ناحیه ۶۴٬۳۵۹ نفر است اما در تعطیلات تابستانی جمعیت جزیره به بیش از نیم میلیون نفر می‌رسد و این جمعیت شامل کارمندان هتل، کارگران ساختمانی، رانندگان، کارمندان رستوران ها و ... نیز می‌شود.

## نگارخانه

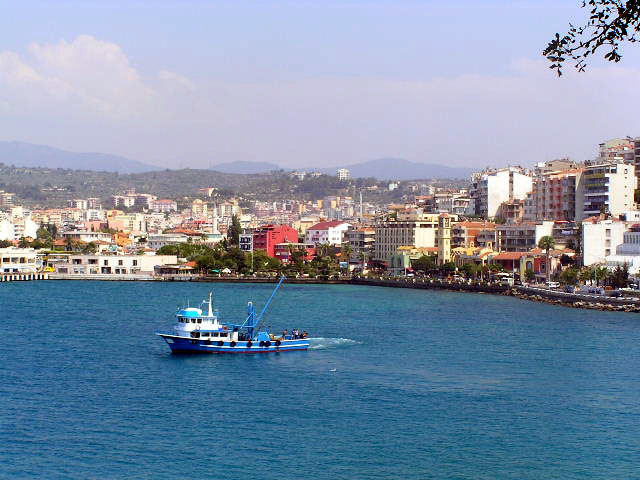

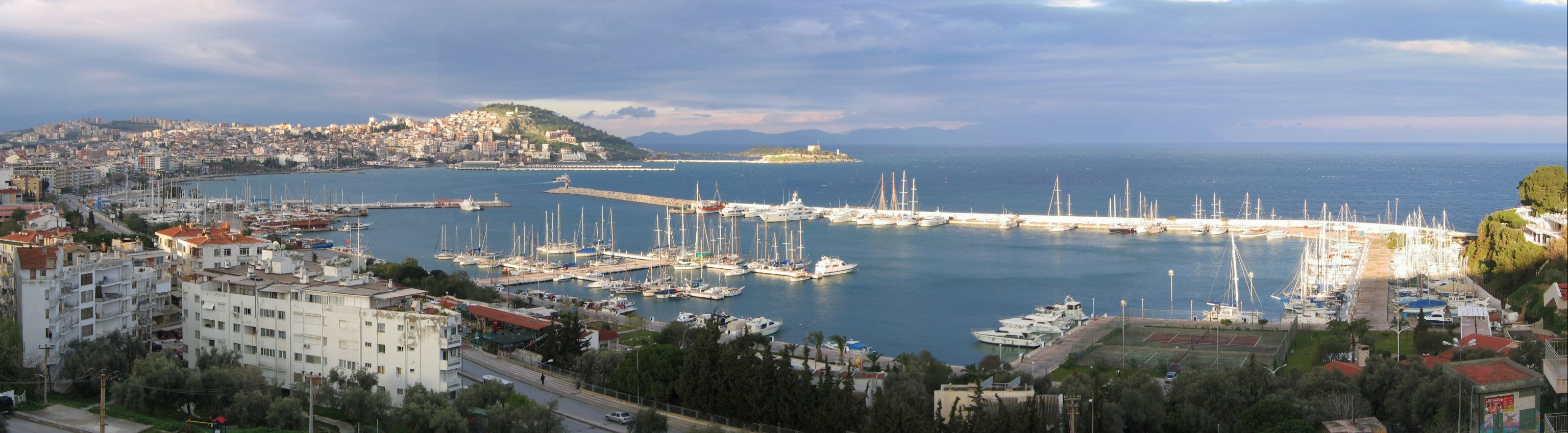
کوش آداسی در آوریل ۲۰۰۵

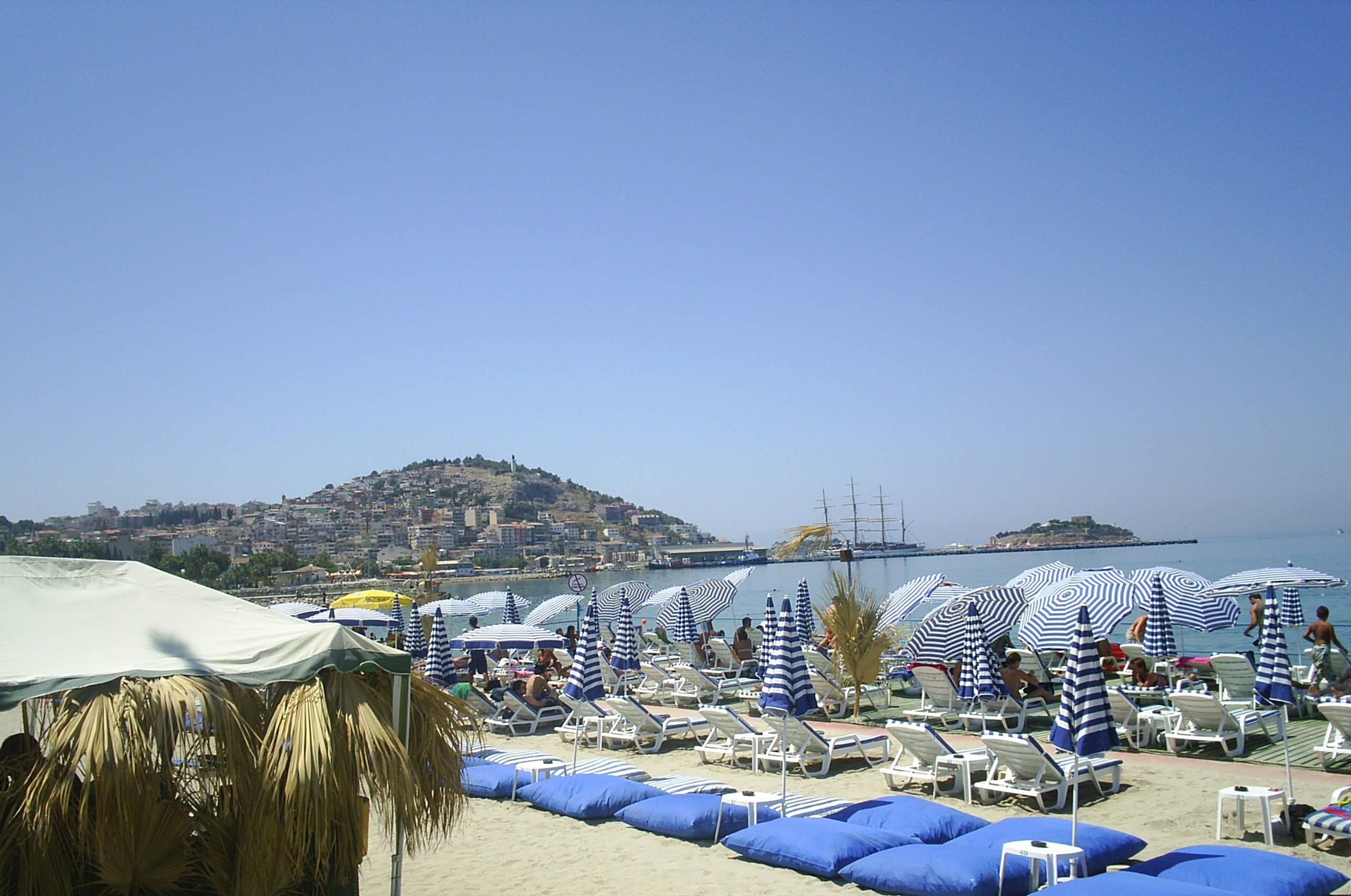
سواحل
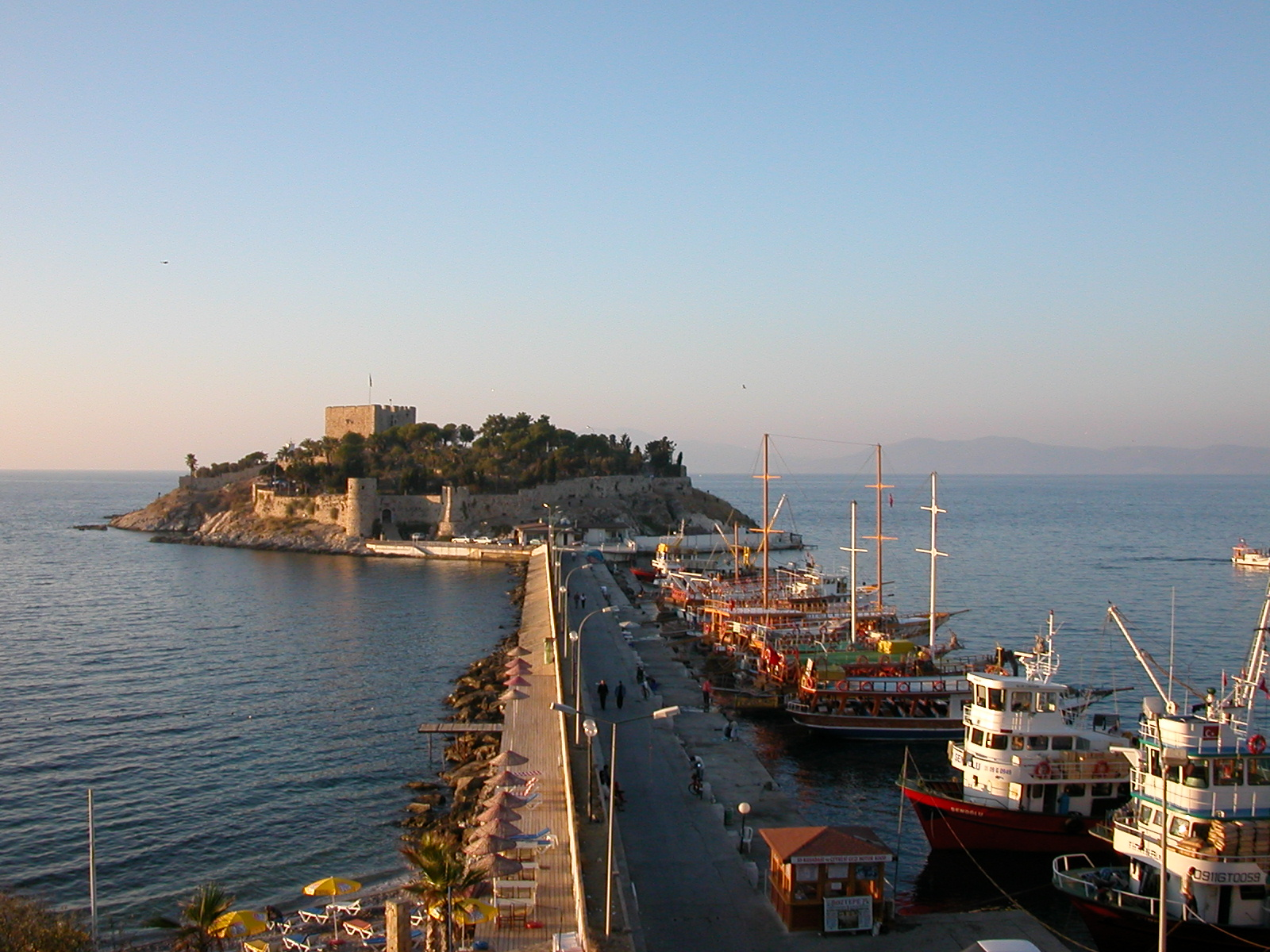
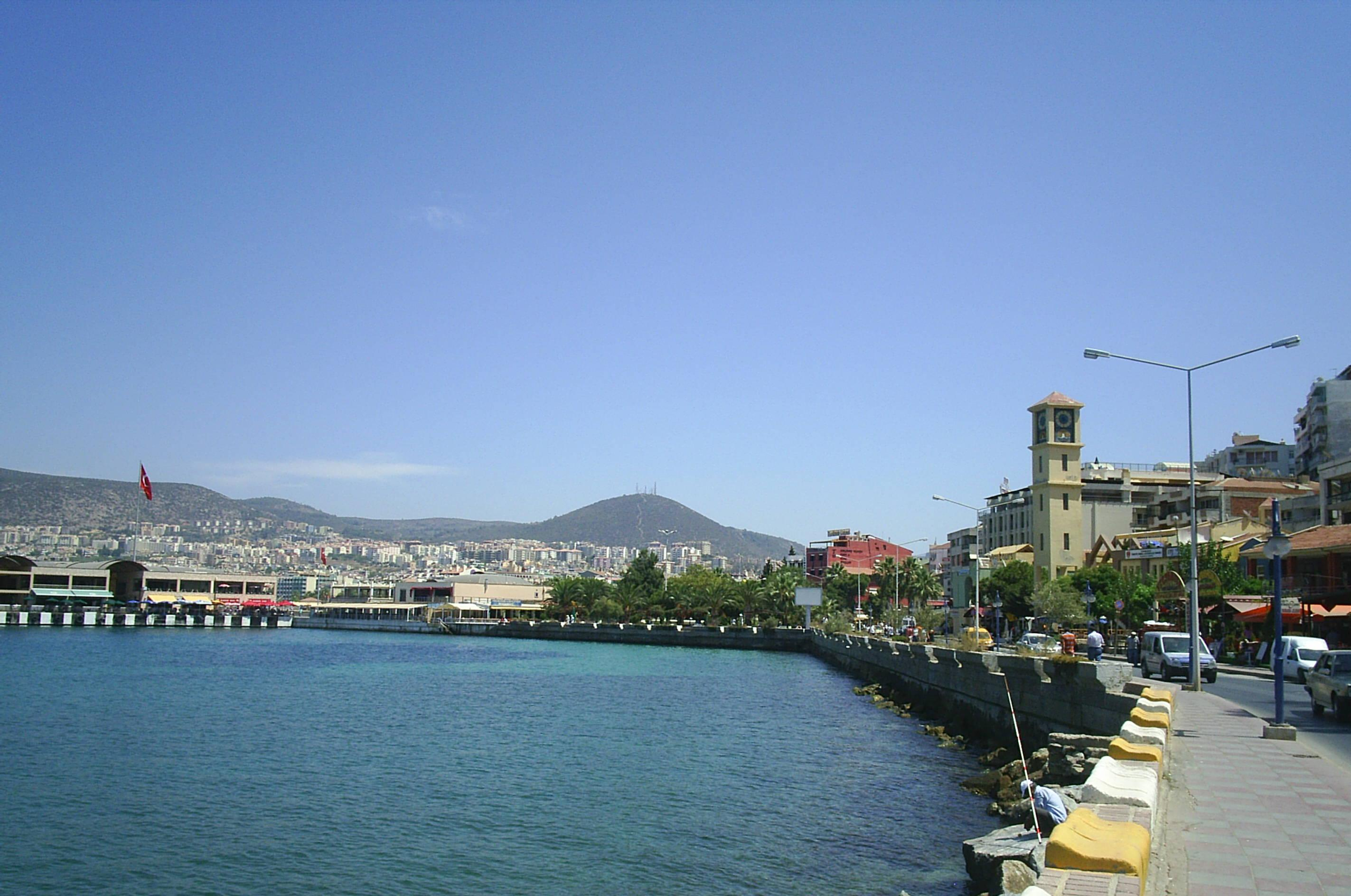
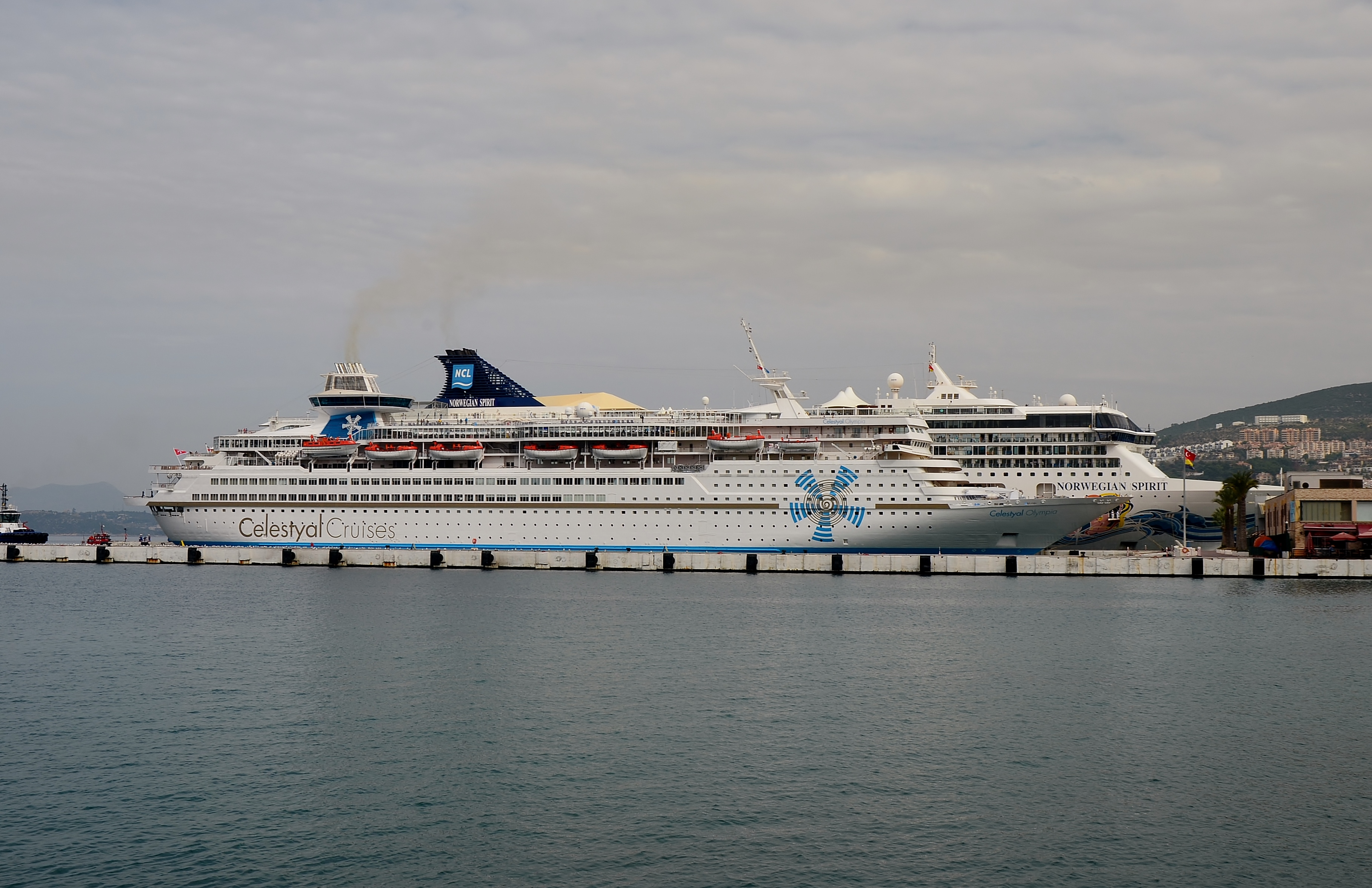
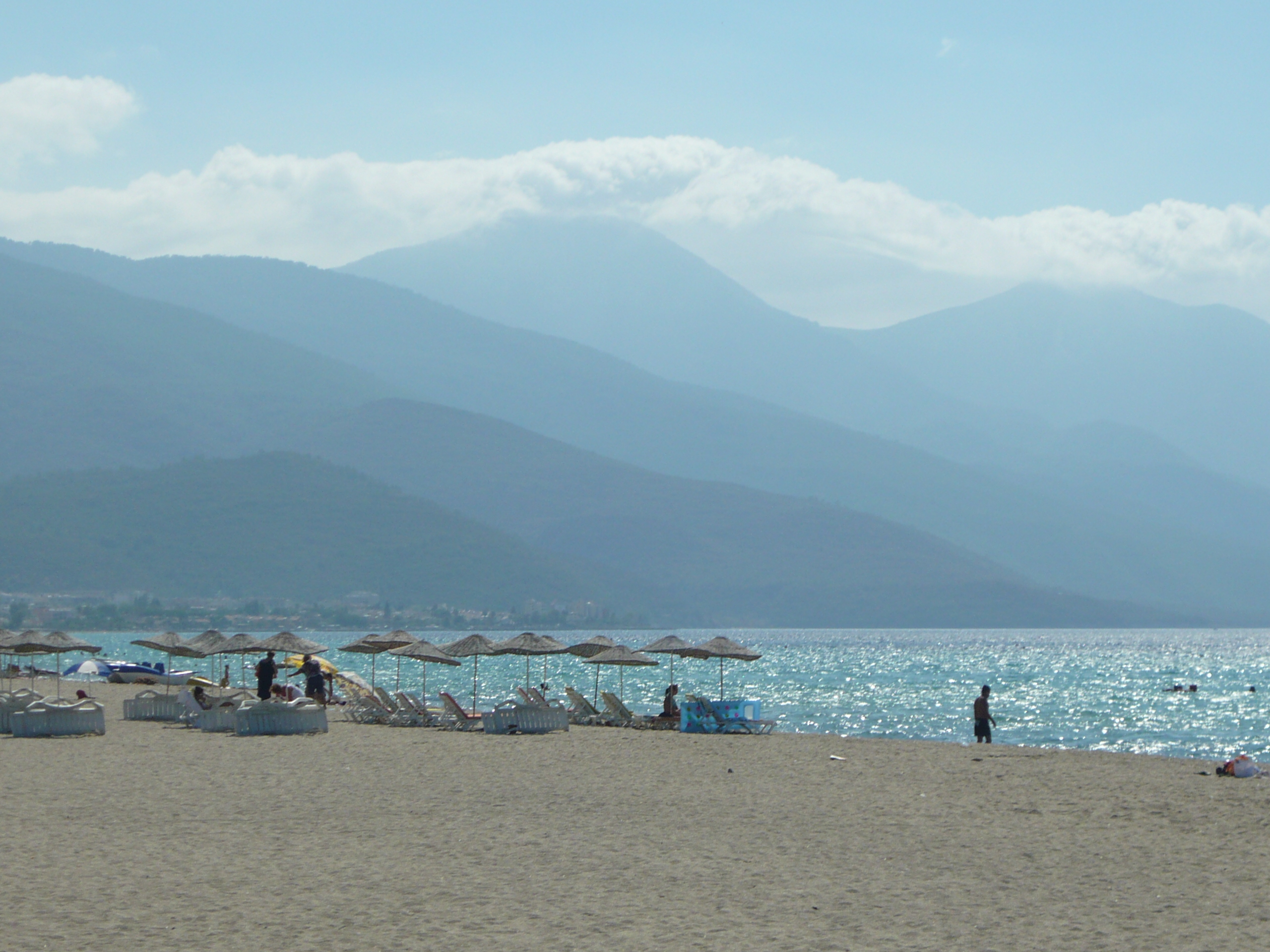